# الجبهة الشعبية الإفوارية
الجبهة الشعبية ساحل العاج هو حزب سياسي ديمقراطي اجتماعي في ساحل العاج.
تأسس الحزب في عام 1982 بواسطة لوران غباغبو. في الانتخابات الرئاسية لعام 2000 فاز مرشح الحزب، لوران غباغبو بحصوله على 1065597 صوت (59.4%). 
رئيس الحزب هو Pascal Affi N'Guessan.
المنظمة الشبابية للحزب هي Jeunesse du Front Populaire Ivoirien. ينشر الحزب Notre Voie.
في الانتخابات البرلمانية لعام 2000 حصل الحزب على 96 مقعد.
الحزب منتسب للاشتراكية الدولية.

## مواقع خارجية
- www.fpi.ci